# Фронт визволення Азаваду
Фронт визволення Азаваду (фр. Front de libération de l'Azawad (FLA), тамашек: ⵜⴰⵏⴾⵔⴰ ⵉ ⴰⵙⵍⴰⵍⵓ ⵏ ⴰⵣⵓⴷ) — сепаратистська організація на півночі Малі, створена наприкінці 2024 шляхом об'єднання кількох азавадських рухів та розпуску попередньої коаліції CSP-DPA. Головною метою організації є здобуття незалежності Азаваду.

## Історія
Про заснування Фронту визволення Азаваду оголошено за підсумками зустрічі близько 180 представників коаліції CSP, що проходила протягом 26—30 листопада 2024 у підконтрольному повстанцям місті Тінзаватен. Лідери низки повстанських угруповань підписали документ, що проголошував розпуск формувань CSP-DPA та заснування натомість нового об'єднання, яке має стати єдиним представником інтересів народу Азаваду на міжнародному рівні. Лідером FLA став Біляль Аг Ашеріф. До складу Фронту увійшли: Національний рух за визволення Азаваду (MNLA), Вища рада єдності Азаваду (HCUA), деякі фракції GATIA та Арабського руху Азаваду. Також під час зустрічі затверджено новий прапор.